# East StratCom Task Force
Die East StratCom Task Force (deutsch: Strategisches Kommunikationsteam Ost) des Europäischen Auswärtigen Dienstes (EEAS) der EU für strategische Kommunikation nahm am 1. September 2015 ihre Arbeit auf.

## Aufgabe
Ziel der Task Force ist „effektive Kommunikation“ und Bewerbung von Aktivitäten der EU in Osteuropa und Russland.
Neben der proaktiven Kommunikation von EU-Politiken und Aktivitäten umfasst diese Aufgabe auch die Unterstützung regierungsunabhängiger Medien in den Ländern der „Östlichen Partnerschaft“ der EU (Armenien, Aserbaidschan, Georgien, Republik Moldau, Ukraine und Belarus) und darüber hinaus (Russland), als Gegengewicht zu offiziellen russischen Mitteilungen.
Die Schaffung der Task Force wurde vom Europäischen Rat initiiert, der in seiner Sitzung vom 19./20. März 2015 forderte, um „Russlands laufenden Desinformationskampagnen entgegenzuwirken […] einen Aktionsplan über strategische Kommunikation auszuarbeiten. Die Einsetzung eines Kommunikationsteams ist ein erster Schritt in diese Richtung.“
Die „East StratCom Task Force“ arbeitet mit dem NATO Strategic Communication Center of Excellence zusammen, tauscht mit diesem gegenseitig Informationen aus und bekämpft gemeinsam „hybride Bedrohungen“.
Die Sprecherin der Task Force, Maja Kocijančič, erklärte gegenüber der NDR-Sendung Zapp – Das Medienmagzin deren Aufgaben und Zielsetzungen. Das Team identifizierte bis Juni 2017 rund 3.200 Falschmeldungen und notierte bis April 2018 rund 3.500 Desinformationsfälle „im Sinne des Kreml“. Das Europäische Parlament bewilligte im Jahr 2018 1,1 Mio. Euro zur systematischen Bekämpfung der Desinformation über die EU.
2022 beschäftigte die EU für diese „Strategische Kommunikation“ 40 Experten für Politik und Sprache, bei einem Budget von elf Millionen Euro. Den Mitarbeitern ist es nicht erlaubt, sich öffentlich zu ihrer Arbeit zu äußern.

## Herausforderungen
Der Leiter der StratCom Task Forces erläutert die besonderen Herausforderungen:

„Das große Problem an der Desinformation ist, dass sie eben oftmals nicht nur konstruiert ist, sondern einen kleinen oder manchmal auch größeren wahren Kern hat. […] Sie kann aber auch über Identitäten geschehen, scheinbar genuine Stimmen oder scheinbare Meinungen, die überhaupt gar keine Meinungen sind, weil sie nämlich staatlich organisiert sind und manchmal auch gar nicht als Individuen existieren. Und dann gibt es noch die Manipulation der Reichweite durch technische Mittel. Wir unterschätzen diese Manipulation enorm. Wir verharren viel zu sehr bei der Frage: Ist der Inhalt richtig oder falsch?“

## EUvsDisinfo
Nach eigenen Angaben das „Vorzeigeprojekt“ der East StratCom Task Force ist die ebenfalls 2015 gegründete „EUvsDisinfo“. EUvsDisinfo überwacht danach in 15 Sprachen mit Datenanalysen und Medienbeobachtung die „Kreml-befürwortende Desinformation“ und speicherte 2022 über 12.000 Beispiele dazu in ihrer Datenbank.
EUvsDisinfo engagiert sich zudem stark in der allgemeinen und der Regierungs-Öffentlichkeitsarbeit, schult EU-Institutionen, Journalisten und Organisationen der Zivilgesellschaft und stellt unter anderem staatlichen Institutionen und Journalisten ihr Material zur Verfügung.
Dabei greift EUvsDisinfo auf plakative Mittel zurück. So ist russische Manipulation mit einem Moskauer Kreml illustriert, aus dem Giftschlangen schießen, an anderer Stelle ein skrupellos blickender Putin vor einem blutroten Hintergrund mit Bomben und Kreuzen dargestellt. Der EU-Außenbeauftragte Josep Borrell erklärte dazu, „Der Kampf um manipulierte Informationen ist eine der Schlachten unserer Zeit, und wir müssen die Schlacht gewinnen.“ Ein Mitarbeiter der Task Force betonte unter Anspielung auf George Orwells Roman 1984: „Wir sind nicht das Ministerium für Wahrheit“.

## Kritik
Die Task Force wurde 2017 beschrieben als „die wohl bekannteste und am meisten kritisierte Anti-Desinformations-Einheit, die für den Umgang mit russischen Desinformationen eingerichtet wurde.“ Die dänische Tageszeitung Politiken kritisierte 2017, die Task Force arbeite selbst an der Grenze zur Desinformation, sie übernehme Informationen ukrainischer Stellen ohne Prüfung als Wahrheit und lasse systematisch unbequeme Wahrheiten über die Ukraine weg.

2018 berichtete Samuel Jackisch für die Tagesschau und zitierte die grundlegende Kritik Philippe Lamberts, Chef der Grünen-Europafraktion, hinter der Institution
Ich will kein Wahrheitsministerium. Die einzige Garantie gegen Fake News ist Vielfalt und eine kritische Öffentlichkeit. Wir wollen nicht, dass jemand mit politischer oder wirtschaftlicher Macht darüber entscheiden darf, was wahr ist und was nicht.
Rund 4000 Berichte habe die Task Force mit ihrem Millionenbudget bisher veröffentlicht und, so Jackisch, dafür auch Kritik eingesteckt: „für intransparente, mitunter fehlerhafte Recherche, mangelnde Reichweite und Rechtsgrundlage.“
Drei Artikel niederländischer Medien wurden 2018 wegen abweichender politischer Ansichten nach Meldung durch ukrainische Aktivisten von der Task Force als Desinformation in die Datenbank aufgenommen, die Medien dazu nicht informiert. Maja Kocijancic, im Europäischen Auswärtigen Dienst zuständig für die Task Force, erklärte, dies beeinträchtige „in keiner Weise die Meinungsfreiheit und das Recht auf freie Meinungsäußerung“. Dieser Vorfall führte zu, dass sich niederländische Regierung mit dem Thema auseinandersetzte, die drei Artikel wurden aus der Datenbank gelöscht. Alberto Alemanno, Rechtswissenschaftler an der École des hautes études commerciales de Paris kritisierte, die fehlende Methodik der Task Force ermögliche die Einschränkung der Meinungsfreiheit und kollidiere mit dem Selbstbestimmungsrecht der Leser und Hörer.
Im April 2020 schrieb Matt Apuzzo in der The New York Times, die ESTF sei „einzigartig, weil ihre größten Unterstützer – Länder in Mittel- und Osteuropa mit einer Geschichte von kommunistischem Einfluss – auch zu ihren lautesten Kritikern gehören. Sie sagen, die Task Force sei unterfinanziert und zu wenig unterstützt worden und sollte ehrgeiziger sein.“